# Vinon
Vinon ist eine französische Gemeinde mit 297 Einwohnern (Stand: 1. Januar 2022) im Département Cher in der Region Centre-Val de Loire. Sie gehört zum Arrondissement  Bourges und zum Kanton  Sancerre.

## Lage
Vinon liegt etwa 42 Kilometer nordöstlich von Bourges. Umgeben wird Vinon von den Nachbargemeinden Sancerre im Norden, Thauvenay im Nordosten, Saint-Bouize im Osten, Feux im Süden und Südosten, Gardefort im Süden, Veaugues im Westen sowie Bué im Nordwesten.

## Bevölkerungsentwicklung
| Jahr                      | 1962 | 1968 | 1975 | 1982 | 1990 | 1999 | 2006 | 2013 |
| Einwohner                 | 283  | 269  | 260  | 271  | 313  | 280  | 268  | 302  |
| Quelle: Cassini und INSEE |      |      |      |      |      |      |      |      |

## Sehenswürdigkeiten

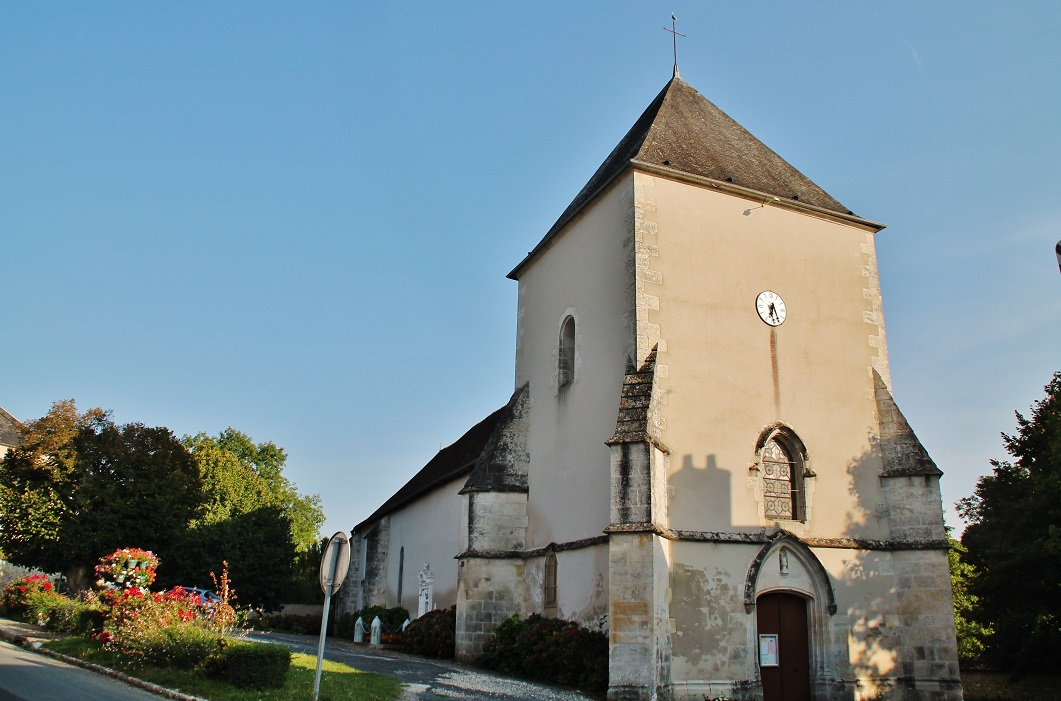
Kirche Saint-Priest

- Kirche Saint-Priest